# Pagaronia togashii
Pagaronia togashii är en insektsart som beskrevs av Toyohi Okada 1978. Pagaronia togashii ingår i släktet Pagaronia och familjen dvärgstritar. Inga underarter finns listade i Catalogue of Life.